# Philippe de La Hire
Philippe de La Hire (ali Lahire), francoski matematik, astronom, fizik, prirodoslovec in slikar, * 18. marec 1640, Pariz, Francija, † 21. april 1718, Pariz.
Po de Fontenelleu je bil de La Hire »samostojna akademija«.

## Življenje in delo
De la Hire je bil sin Laurenta de La Hyrea, priznanega baročnega slikarja. Leta 1660 je odšel v Rim, da bi študiral slikarstvo. Po povratku v Pariz je začel študirati znanost, še posebej pa ga je začela zanimati matematika. Leta 1678 je postal član Francoske akademije znanosti, dejavno pa je začel delovati na področju astronomije in je izračunaval tabele za gibanja Sonca, Lune in planetov. Med letoma 1679 in 1682 je opravil več opazovanj in meritev francoske obale, leta 1683 pa je pomagal pri kartiranju Francije, ko so raztegnili pariški poldnevnik na sever. Giovanni Domenico Cassini je istočasno nadaljeval proti jugu.
Skupaj z Jean-Felixom Picardom sta med letoma 1676 in 1681 izrisala natančen zemljevid francoske obale.
Leta 1683 je de La Hire prevzel stolico za matematiko na Kraljevem kolegiju (Collège Royale), saj se je po de Robervalovi smrti leta 1675 to delovno mesto sprostilo. Od leta 1687 je poučeval na Kraljevi akademiji za arhitekturo (Académie royale d'architecture).
Pisal je o grafičnih metodah (1673), o stožnicah (1685), napisal je razpravo o epicikloidah (1694), eno o ruleti (1702) in nazadnje razpravo o konhoidah (1708). Njegova dela o stožnicah in epicikloidah je poučeval Desargues, katerega je bil de La Hire najljubši učenec. De la Hire je tudi prevedel esej bizantinskega komentatorja in slovničarja Moschopulusa o magičnih kvadratih in zbral več izrekov o njih, ki prej niso bili znani. To je objavil leta 1702. Njegovo delo je zaobjelo tudi opisno zoologijo, raziskave o dihanju in fiziološki optiki.
Dva od njegovih sinov sta tudi postala znana po svojih znanstvenih dosežkih: Gabriel-Philippe de La Hire (1677–1719), matematik, in Jean-Nicolas de La Hire (1685–1727), botanik.

## Priznanja

### Poimenovanja
Po njem se imenuje osamljena gora Mons La Hire na Luni.

## Izbrana bibliografija
- Nouvelle Méthode en Géométrie pour les sections des superficies coniques et cylindriques (1673),
- Nouveaux Éléments des Sections Coniques: Les Lieux Géométriques : Les Constructions ou Effections des équations (1679),
- La Gnomonique ou l'Art de faire des Cadrans au Soleil (1682),
- Sectiones conicæ in novem libros distributæ (1685),
- Tables du soleil et de la lune (1687),
- École des arpenteurs (1689),
- Traité de mecanique : ou l'on explique tout ce qui est nécessaire dans la pratique the arts, & les propriétés des corps pesants lesquelles ont un plus grand usage dans la physique (1695),
- Tabulæ Astronomicæ (1702),
- Planisphere celeste (1705),
- Mémoire sur les conchoïdes (1708).